# Embrace the Storm
Embrace the Storm es el álbum debut de la banda Stream of Passion lanzado el 24 de octubre de 2005 por InsideOut Music. Fue precedido por el sencillo Wherever You Are (18 de octubre de 2005) y seguido del sencillo Out in the Real World (27 de febrero de 2006).

## Lista de canciones
- Música por Arjen Lucassen[2]
- Letra por Marcela Bovio

| N.º | Título                  | Duración |  |
| 1.  | «Spellbound»            | 3:33     |  |
| 2.  | «Passion»               | 5:19     |  |
| 3.  | «Deceiver»              | 5:08     |  |
| 4.  | «I'll Keep On Dreaming» | 3:44     |  |
| 5.  | «Haunted»               | 4:30     |  |
| 6.  | «Wherever You Are»      | 5:07     |  |
| 7.  | «Open Your Eyes»        | 5:13     |  |
| 8.  | «Embrace the Storm»     | 4:11     |  |
| 9.  | «Breathing Again»       | 3:37     |  |
| 10. | «Out in the Real World» | 4:31     |  |
| 11. | «Nostalgia»             | 3:07     |  |
| 12. | «Calliopeia»            | 5:38     |  |

## Miembros
- Arjen Lucassen - Guitarra, música
- Marcela Bovio - Vocalista, letra, violín
- Lori Linstruth - Guitarra líder
- Johan van Stratum - Bajo
- Alejandro Millán - Piano
- Davy Mickers - Batería

## Grabando el álbum
Debido a la variedad de países en los que vivían los miembros del banda, el álbum fue grabado alrededor del mundo:
La grabación principal, mezcla y producción tomo lugar en un lugar llamado "The Electric Castle", Holanda por Arjen Lucassen. El bajo fue grabado en "Fendal Soundstudios" (también en Holanda) por Hans van Vondelen. Las voces fueron grabadas en "The North Garden Records" en México por Alejandro Millan. La guitarra líder fue grabado en "Träsmark Studios" en Suecia. 
Las canciones fueron transmitidas entre los miembros por Internet